# Ochetostoma mercator
Ochetostoma mercator is een lepelworm uit de familie Thalassematidae.
De wetenschappelijke naam van de soort werd in 1954 gepubliceerd door Wesenberg-Lund.